# Hasdrúbal Barca
Hasdrúbal Barca (245-207 aC) fou un general cartaginès fill d'Hamílcar Barca i germà d'Hanníbal, el gran general.

## Joventut
De la joventut d'Hasdrúbal se sap poc més que era present a la batalla en què el seu pare morí a Hispània vers el 229 aC, quan els ibers van atacar als cartaginesos a Acra Leuce (Alacant). Els dos germans van poder escapar mentre el seu pare portava els ibers en direcció oposada i moria ofegat en el Riu Xúquer.
En marxar cap a Itàlia el seu germà, li va deixar el govern d'Hispània (218 aC), amb 13.000 soldats i 2.500 cavallers principalment númides. Aquest nombre va augmentar pel reclutament entre els ibers i altres tribus. Els següents anys els passaria lluitant contra els germans Gneu i Publi Corneli Escipió. Va intentar donar suport al general cartaginès Hannó, que havia rebut el comandament de la regió entre l'Ebre i els Pirineus en contra de l'Escipió, però hi va arribar massa tard, quan Hannó ja havia estat derrotat en la batalla de Cissa per Gneu Escipió. Hasdrúbal va atacar la flota romana, ancorada a Empúries i va aconseguir destruir un gran nombre de naus.
La primavera del 217 aC va avançar des de Cartago Nova, on havia passat l'hivern, altre cop cap al nord de l'Ebre. Ell marxava amb la infanteria, seguit per la flota en navegació costanera. Però la flota fou destruïda pels romans en la batalla del riu Ebre i no va arribar a travessar el riu. A l'estiu, Gneu Escipió va rebre reforços dirigits pel seu germà i va passar a l'ofensiva creuant l'Ebre cap al sud; el general Bostar, enviat contra ells, no va gosar enfrontar-s'hi i no es va lliurar cap batalla important, però les morts de molts ostatges en mans de Bostar, va fer un efecte molt negatiu entre les tribus aliades.
El 216 aC, mentre Hanníbal obtenia la gran victòria de Cannes, a Hispània la guerra restava embarrancada. Hasdrúbal lliurava petites operacions contra romans o tribus iberes. Després de Cannes, va rebre el reforç de 4.000 soldats i 500 genets, junt amb les ordres de marxar a Itàlia per donar suport a Hanníbal. Així, va deixar Himilcó al càrrec, però quan va intentar creuar l'Ebre fou derrotat de nou pels Escipions a la batalla d'Ibera i els seus aliats ibers van desertar en massa, impedint que Hanníbal rebés reforços en un moment crític de la guerra.

## Comandament conjunt
El seu germà Magó Barca va acudir en el seu ajut des de Cartago amb 12.000 homes i 15.000 cavallers (i 20 elefants) destinats a ajudar a Hanníbal a Itàlia. La guerra a Hispània va seguir, però és molt difícil determinar com van ser les operacions, per les exageracions dels escriptors romans i la manca de fonts púniques.
El 215 aC Magó i Hasdrúbal van assetjar Illiturgis, però Gneu Escipió va anar en ajut de la ciutat i els va derrotar, conquerint el campament cartaginès. Una mica després els dos germans apareixen assetjant Indibilis, on altre cop foren derrotats.
El 215 aC arribava a Hispània el general Hasdrúbal (fill de Giscó) amb un fort exèrcit de reforç, però res important consta com a realitzat; els relats romans parlen de dues victòries d'Escipió però amb magres resultats.
Tit Livi no esmenta res sobre les campanyes del 213 aC, quan segons Apià, Hasdrúbal va anar a l'Àfrica per fer front a una revolta dels númides. Els romans havien convençut al rei Sífax perquè ataqués els cartaginesos en territori africà, però Hasdrúbal el va derrotar i va retornar després a Hispània amb 3.000 genets númides de reforç.
El 211 aC els cartaginesos van obtenir per fi un triomf: els Escipions van dividir les seves forces per fer front a dos exèrcits cartaginesos, un dirigit per Hasdrúbal Barca i un per Hasdrúbal Giscó i Magó Barca. Uns 20.000 mercenaris celtibers de Gneu Corneli Escipió van desertar i van passar a camp d'Hasdrúbal, qui va obtenir la victòria. Publi Corneli Escipió va morir en un enfrontament amb la cavalleria númida d'Asdrúbal (fill de Giscó) i a la batalla de Castulo; després, les forces dels dos generals cartaginesos es van reunir amb les d'Hasdrúbal i van rodejar a Gneu Escipió; el camp romà fou ocupat i el mateix general mort en la lluita junt amb la major part de les seves tropes en la Batalla d'Ilorca. Les que van quedar, sota Luci Marci, es van retirar al darrere de l'Ebre i van poder impedir l'avanç dels cartaginesos cap a Itàlia.
Publi Corneli Escipió Africà Major, fill del Publi Corneli Escipió, va arribar a Hispània el 209 aC i es va dedicar a establir i millorar pactes d'amistat amb tribus iberes. En un cop audaç, el jove Escipió es va apoderar de Cartago Nova en un atac per terra i mar. La Citerior va quedar ràpidament en mans dels romans i Hasdrúbal va haver de lliurar la batalla de Baecula, de resultat incert. Després va seguir al nord i es dirigí cap a Itàlia per reunir-se amb Hanníbal.

## Segona expedició cartaginesa a Itàlia
Se suposa que Hasdrúbal va creuar els Pirineus per la part occidental (ja que l'oriental estava protegida per Escipió) i després de passar per territoris de tribus de gals (s'esmenten fins i tot els arverns) on va reclutar molta gent, va arribar als Alps. Va passar un any en aquestes operacions i la primavera del 207 aC va travessar els Alps i va baixar cap a Itàlia, però va cometre l'error d'aturar-se per assetjar Placentia quan els romans no tenien cap exèrcit que se li pogués oposar, i va perdre molt de temps en sotmetre aquesta colònia. Després va seguir a Arimínium i va acordar amb Hanníbal que es trobarien a Úmbria, però els missatgers van caure en mans dels romans i el cònsol Gai Claudi Neró es va poder reunir amb el seu col·lega Marc Livi Salinator per fer front a l'exèrcit d'Hasdrúbal. Aquest va rebutjar un combat decisiu i es va retirar a Arimínium on fou perseguit i obligat a combatre a la batalla del Metaure vora del riu Metaure. En aquesta batalla, Hasdrúbal va desplegar les millors habilitats de comandament però les seves forces eren inferiors i els auxiliars gals no sabien lluitar; els millors eren els hispans i els lígurs que van causar moltes pèrdues als romans però finalment van perdre la batalla. Hasdrúbal va morir amb les armes a la mà. El cònsol Neró va anar ràpidament al campament d'Hanníbal a la Pulla i va comunicar la victòria tirant el cap d'Hasdrúbal a la vora del camp.